# Conomitrium stissotheca
Conomitrium stissotheca är en bladmossart som beskrevs av C. Müller 1851. Conomitrium stissotheca ingår i släktet Conomitrium och familjen Fissidentaceae. Inga underarter finns listade i Catalogue of Life.